# 珂碩
珂碩（かせき、元和4年1月1日（1618年1月27日） - 元禄7年10月7日（1694年11月23日））は江戸時代の僧。東京都世田谷区奥沢の浄真寺（通称「九品仏」）を開山した。姓は野村。号は松露。

## 生涯
珂碩は武蔵国の生まれ。もと町役人であったが非道な上司を斬り出家したという伝承がある。江戸霊岸寺大島村念仏堂に移り住んでから、弟子珂憶（浄真寺2世）とともに寛文7年（1667年）に9躯の阿弥陀如来坐像を完成させた。しかしこの地が洪水の被害にあったため、延宝6年（1678年）、江戸幕府4代将軍徳川家綱から奥沢城跡のこの地を賜り浄真寺を創建すると、阿弥陀如来像はそこに移された。
9体の阿弥陀如来像は九品仏と称され、それぞれ手の位置や印形が異なり、3体ずつ上品（じょうぼん）堂・中品堂・下品堂に安置されている。また本尊の釈迦牟尼如来も珂碩の作である。これらの阿弥陀像は、いずれも正統な寄木造の手法、定朝以来の伝統的技法によって造像されていることが知られ古様を踏襲した本格的な像である。